# FAU Arena
De FAU Arena (ook wel bekend als The Burrow) is een arena op de campus van de Florida Atlantic University in Boca Raton. De arena werd geopend in 1984 en werd in 2007 gerenoveerd voor een bedrag van 10 miljoen dollar.